# Culicoides pseudoheliconiae
Culicoides pseudoheliconiae är en tvåvingeart som beskrevs av Felippe-bauer 2008. Culicoides pseudoheliconiae ingår i släktet Culicoides och familjen svidknott.
Artens utbredningsområde är Peru. Inga underarter finns listade i Catalogue of Life.